# Let’s Groove
Let’s Groove (englisch für „Lass uns bewegen“) ist ein Lied der US-amerikanischen Funk- und Soulband Earth, Wind and Fire, das im September 1981 erschien.

## Entstehung und Veröffentlichung
Das Lied wurde von Earth,-Wind-and-Fire-Frontmann Maurice White getextet, komponiert und produziert. Beim Schreibprozess bekam White Unterstützung durch Wayne Vaughn.
Die Erstveröffentlichung von Let’s Groove erfolgte als Single im September 1981. Diese erschien weltweit in verschiedenen Ausführungen, unter anderem als 7″-Single mit einem Instrumental als B-Seite (Katalognummer: 18-02536). Am 23. Oktober desselben Jahres erschien das Lied als Teil von Earth, Wind and Fires elften Studioalbums Raise! (Katalognummer: TC 37548), dessen erste Singleauskopplung es ist.

## Musikvideo
Das dazugehörige Musikvideo war das erste, das jemals auf Video Soul auf BET gespielt wurde. Das mit elektronischen Effekten gespickte Video wurde unter der Regie von Ron Hays mit dem analogen Computersystem Scanimate von Image West, Ltd. erstellt.
Der Stil des Musikvideos inspirierte Bruno Mars für sein Musikvideo zu Treasure (Juni 2013).

## Rezeption
Ken Tucker vom Rolling Stone beschrieb Let’s Groove als „Stadtmusik“, bei der „die Bläser schreien wie ein Auto, das über eine rote Ampel fährt“. Record World lobte die „tiefe, kräftige Basslinie“.
Ed Hogan von AllMusic bemerkte, dass White „den Gitarristen Roland Bautista ins Boot holte und zusammen mit dem Emotions-Mitglied Wanda Vaughn und ihrem Mann Wayne Vaughn ein Lied schrieb, das den damals aufkommenden elektronischen Sound der 1980er-Jahre widerspiegelt. Nicht zu verwechseln mit dem gleichnamigen Titel von Archie Bell & the Drells, war Let’s Groove sicherlich eine Veränderung“. Das Lied beginne mit einem roboterhaft klingenden Vocoder-Riff und biete einen düsteren EWF-Sound für die 1980er-Jahre, gespickt mit Bläsersätzen der Brecker Brothers, die es mit denen von EWFs Getaway (1976) aufnehmen können.
Jordan Bartel von der Baltimore Sun bemerkte, dass der Titel „möglicherweise das Funkigste ist, was in den frühen 1980er Jahren herauskam“.
NME setzte Let’s Groove auf Platz 16 seiner Liste der Singles des Jahres 1981. Let’s Groove wurde auch für den Grammy in der Kategorie Best R&B Vocal Performance by a Duo or Group nominiert.

## Kommerzieller Erfolg

### Chartplatzierungen
Let’s Groove avancierte zum Top-10-Hit in Neuseeland (Rang 2), den Vereinigten Staaten und dem Vereinigten Königreich (je Rang 3), den Niederlanden (Rang 5) sowie Belgien-Flandern (Rang 9). In den Vereinigten Staaten war es bereits der siebte und zugleich der letzte Top-10-Hit der Band. Außerdem belegte es Ende 1981 und Anfang 1982 acht Wochen lang die Chartspitze der US-amerikanischen Hot Soul Singles Charts.
| ChartsChartplatzierungen       | Höchstplatzierung | Wochen |
| ------------------------------ | ----------------- | ------ |
| Vereinigte Staaten (Billboard) | 3 (24 Wo.)        | 24     |
| Vereinigtes Königreich (OCC)   | 3 (13 Wo.)        | 13     |

| ChartsJahrescharts (1982)      | Platzierung |
| ------------------------------ | ----------- |
| Vereinigte Staaten (Billboard) | 33          |

### Auszeichnungen für Musikverkäufe
| Land/Region                  | Auszeichnungen für Musikverkäufe (Land/Region, Auszeichnung, Verkäufe) | Verkäufe  |
| ---------------------------- | ---------------------------------------------------------------------- | --------- |
| Dänemark (IFPI)              | Platin                                                                 | 90.000    |
| Italien (FIMI)               | Gold                                                                   | 50.000    |
| Neuseeland (RMNZ)            | 2× Platin                                                              | 60.000    |
| Vereinigte Staaten (RIAA)    | Gold                                                                   | 1.000.000 |
| Vereinigtes Königreich (BPI) | Silber (Physisch) · + Platin (Download)                                | 850.000   |
| Insgesamt                    | 1× Silber · 2× Gold · 4× Platin ·                                      | 2.050.000 |

## Adaptionen und Coverversionen

### CDB
Im Jahr 1995 wurde Let’s Groove von der australischen Boyband CDB gecovert. In Australien erreichte diese Version Platz zwei und wurde mit Platin für über 70.000 verkaufte Exemplare ausgezeichnet. In Neuseeland stand die Single drei Wochen an der Chartspitze und erhielt ebenfalls eine Platinauszeichnung für über 10.000 verkaufte Exemplare. Bei den ARIA Music Awards 1996 wurde Let’s Groove in der Kategorie „Meistverkaufte Single“ ausgezeichnet.

### Asia’s Got Talent Judges
Let’s Groove wurde von den Juroren von Asia’s Got Talent – David Foster, Anggun, Melanie C und Vanness Wu – gecovert und am 14. Mai 2015 von der Universal Music Group als Promo-Single veröffentlicht. Das Lied wurde als Wohltätigkeitssingle für das Erdbeben in Nepal im Mai 2015 veröffentlicht und alle Einnahmen den Opfern gespendet. Diese Version wurde von David Foster produziert.

### Weitere Adaptionen und Coverversionen
Da Let’s Groove interpoliert wurde, wurden Wayne Vaughn und Maurice White als Urheber in Feels (Juni 2017) von Calvin Harris feat. Pharrell Williams, Katy Perry und Big Sean genannt.